# 野中賢二
野中 賢二（のなか けんじ、1965年9月29日 - ）は、日本中央競馬会・栗東トレーニングセンターに所属している調教師。

## 来歴
1982年、10月に栗東・藤岡範士厩舎所属の厩務員となる。
1983年、4月から調教助手に転身する。
2007年、2月に調教師免許を取得する。
2008年、3月1日付で厩舎を18馬房で開業した。同日には粕谷昌央厩舎、鹿戸雄一厩舎、松山将樹厩舎も開業している。開業時の管理馬には勇退解散となった松元省一厩舎からトウカイトリックなどの転厩馬20頭が含まれている。
2010年3月21日、阪神大賞典にて管理馬のトウカイトリックが1着となり、厩舎開業後初の重賞勝利を挙げた。
2014年7月9日、ジャパンダートダービーにて管理馬のカゼノコが1着となり
、統一JpnI競走初制覇を果たした。

## 調教師成績
|               | 日付          | 競馬場・開催  | 競走名                 | 馬名               | 頭数 | 人気 | 着順 |
| ------------- | ------------- | ------------- | ---------------------- | ------------------ | ---- | ---- | ---- |
| 初出走        | 2008年3月1日  | 1回阪神1日9R  | 千里山特別             | トウカイフラッグ   | 16頭 | 11   | 13着 |
| 初勝利        | 2008年3月15日 | 1回阪神5日8R  | 4歳上500万下           | トウカイインパクト | 16頭 | 1    | 1着  |
| 重賞初出走    | 2008年3月23日 | 1回阪神8日11R | 阪神大賞典             | トウカイトリック   | 13頭 | 3    | 4着  |
| 重賞初出走    | 2008年3月23日 | 1回阪神8日11R | 阪神大賞典             | トウカイエリート   | 13頭 | 9    | 5着  |
| GI初出走      | 2008年5月4日  | 3回京都4日11R | 天皇賞（春）           | トウカイトリック   | 14頭 | 9    | 7着  |
| GI初出走      | 2008年5月4日  | 3回京都4日11R | 天皇賞（春）           | トウカイエリート   | 14頭 | 12   | 8着  |
| 重賞初勝利    | 2010年3月21日 | 1回阪神8日11R | 阪神大賞典             | トウカイトリック   | 14頭 | 5    | 1着  |
| GI/JpnI初勝利 | 2014年7月9日  | 6回大井4日11R | ジャパンダートダービー | カゼノコ           | 13頭 | 2    | 1着  |
| 中央GI初勝利  | 2019年2月17日 | 1回東京8日11R | フェブラリーS          | インティ           | 14頭 | 1    | 1着  |

### 主な管理馬
※括弧内は当該馬の優勝重賞競走、太字はGI級競走。
- トウカイトリック（2010年阪神大賞典、2012年ステイヤーズステークス）
- エーシンメンフィス（2012年愛知杯）
- アムールポエジー（2013年関東オークス）
- エーシンウェズン（2013年サマーチャンピオン）
- カゼノコ（2014年ジャパンダートダービー）
- エイシンブルズアイ（2016年オーシャンステークス）
- グレイル （2017年京都2歳ステークス）
- グリム （2018年レパードステークス、白山大賞典、2019年名古屋大賞典、マーキュリーカップ、白山大賞典）
- インティ （2019年東海ステークス、フェブラリーステークス）
- シヴァージ（2021年シルクロードステークス）
- プリティーチャンス（2022年レディスプレリュード）[1]
- プロミストウォリア（2023年東海ステークス、アンタレスステークス）[2]
- ペルアア（2023年マリーンカップ）[3]

## 人物・エピソード
開業時の管理馬はトウカイテイオーなど内村正則の所有馬を多く管理した松元省一厩舎からの移籍馬が多いため、トウカイトリックやトウカイエリートといった「トウカイ」の冠名を使用する実力馬を多く管理することになった。